# Boruto: Naruto Filmul
Boruto: Naruto Filmul al seriei anime Naruto: Shippuden se bazează pe seria manga Naruto de Masashi Kishimoto. Boruto: Naruto Filmul din Naruto: Shippuden, serie de anime, este regizat de Tsuneo Kobayashi și produs de Studioul Pierrot și TV Tokyo și a avut premiera pe data de 7 august 2015 la cinema în Japonia.

## Povestea
Boruto Uzumaki a moștenit spiritul răutăcios și energia fără sfârșit de la tatăl său celebru, al Șaptelea Hokage, Naruto Uzumaki. Pe măsură ce vin Examenele Chunin, o decizie dură făcută de Naruto Uzumaki îl înfurie pe Boruto Uzumaki, provocând personalitatea lor să intre în conflict. Trezirea a unei ambiții aprigi în tânărul Shinobi de-al depăși pe tatăl său cu propriile sale abilități și tehnici. Dar, în scopul de a face acest lucru, el va avea nevoie de ajutor de la nimeni altul decât Sasuke Uchiha, prietenul rival din copilărie al lui Naruto Uzumaki. Cu toate că Boruto este convins de el însuși că are ceea ce este nevoie pentru al depăși pe tatăl său. În timpul Examenelor Chunin aceștia se confruntă cu un inamic misterios. Al Șaptelea Hokage are cu siguranță o istorie de luptă impresionantă în spatele lui, dar cu această ocazie, el va avea nevoie de munca în echipă în scopul de a câștiga.Acesta o are ca mama pe Hinata si are o sora pe care o cheama  Himawari 